# Бородинка (Курганская область)
Бородинка — деревня в Макушинском муниципальном округе Курганской области. Входит в состав Саратовского сельсовета.

## История
Поселок Бородинский возник в 1912 году в период Столыпинской аграрной реформы. Назван в честь битвы при Бородино Отечественной войны 1812 года.До 1917 года в составе Куреинской волости Курганского уезда Тобольской губернии. По данным на 1926 год деревня Бородино состояла из 68 хозяйств. В административном отношении входила в состав Степновского сельсовета Лопатинского района Курганского округа Уральской области. С 1940 г., после образования Саратовского зерносовхоза, становиться Бородинским отделением совхоза.

## Население
| 1989 | 2002 | 2010 |
| ---- | ---- | ---- |
| 163  | ↘144 | ↘85  |

По данным переписи 1926 года на деревне проживало 327 человек (163 мужчины и 164 женщины), в том числе: русские составляли 100 % населения.